# Stará Halič
Stará Halič (em húngaro: Gácsfalu) é um município da Eslováquia, situado no distrito de Lučenec, na região de Banská Bystrica. Tem 17,6 km² de área e sua população em 2018 foi estimada em 685 habitantes.

## Demografia
| Ano:        | 1994 | 2004   | 2014   | 2024   |
| ----------- | ---- | ------ | ------ | ------ |
| Broj ljudi: | 635  | 667    | 685    | 662    |
| Razlika:    |      | +5,03% | +2,69% | -3,35% |

| Ano:               | 2023 | 2024   |
| ------------------ | ---- | ------ |
| Número de pessoas: | 645  | 662    |
| Diferença:         |      | +2,63% |